# The Plugz
The Plugz est un groupe américain de chicano punk, originaire de Los Angeles, en Californie, actif entre 1977 et 1984. Avec The Zeros, ils sont parmi les premiers groupes punk latinos, bien que plusieurs groupes de garage rock, tels que Thee Midniters et Question Mark and the Mysterians, les aient précédés. Les Plugz fusionnent l'esprit du punk et de la musique latine.

## Histoire
Le groupe se forme en 1977 et est contemporain des groupes présentés dans le film The Decline of Western Civilization. Après le départ de Barry McBride (quelque part en 1979 ou 1980), il est remplacé par John Curry des Flyboys, qui quitte le groupe pour former Choir Invisible moins d'un an plus tard. Avec l'arrivée de Steven Hufsteter à la guitare solo, The Plugz figure également en bonne place sur la bande originale du film Repo Man.
Avec l'arrivée de Steven Hufsteter à la guitare solo, les Plugz figurent également en bonne place sur la bande originale du film La Mort en prime. Le groupe interprète Hombre secreto, une reprise en espagnol de Secret Agent Man de Johnny Rivers, El clavo y la cruz et une musique de fond instrumentale originale pour le film, dont une partie figure sur la bande originale sous le nom de Reel Ten.
Le bassiste de Plugz Tony Marsico et le batteur Charlie Quintana ainsi que leur ami, le guitariste JJ Holiday, accompagnent Bob Dylan lors de son apparition à l'émission Late Night with David Letterman le 22 mars 1984, pour trois chansons :  Don't Start Me Talkin' (de Sonny Boy Williamson), Jokerman et License to Kill,.
En 1984, le nom The Plugz est retiré et les trois membres continuent sous le nom de Cruzados avec Steven Hufsteter.

## Discographie
- 1978 : Move // Mindless Contentment / Let Go (Slash Records)
- 1979 : Electrify Me (Plugz Records)
- 1981 : Achin' / La Bamba (single sur Fatima Records)
- 1981 : Better Luck
- 1983 : Los Angelinos – the Eastside Renaissance (compilation)
- 1984 : bande-son de La Mort en prime
- 1984 : Bob Dylan and the Plugz (1984)
- 1985 : bande-son de New Wave Hookers – Electrify Me
- 1993 : We're Desperate: The L.A. Scene 1976-79 - compilation Rhino - La Bamba